# Ołtarz św. Jana Chrzciciela
Tryptyk św. Jana Chrzciciela, Ołtarz św. Jana Chrzciciela (niderl. Johannestriptiek) – dzieło Rogiera van der Weydena, przykład niderlandzkiego malarstwa tablicowego doby późnego gotyku.
Po namalowaniu Tryptyku z Miraflores Weyden zrealizował zlecenie na kolejny tryptyk o podobnym układzie kompozycyjno-przestrzennym. Nowe dzieło prawdopodobnie było przeznaczone dla klasztoru kartuzów w Burgos bądź innego kastylijskiego klasztoru, np. kartuzji Santa Maria de las Cuevas w Sewilli. Polski historyk sztuki Antoni Ziemba przytacza inną hipotezę (Dirk de Vos, 1999; Marion Grams-Thieme, 1988), gdzie tryptyk mógł pochodzić z samego klasztoru w Miraflores i był ufundowany przez Jana II Kastylijskiego ku czci jego patrona imiennego. Obraz musiałby powstać przed 1455 rokiem (przed śmiercią króla) jednakże badania dendrochronologiczne wskazują na lata po 1454, co całą hipotezę stawia pod znakiem zapytania

## Opis i interpretacja
Tryptyk jest retabulum przedstawiającym podzielone na sekwencje najważniejsze wydarzenia z życia św. 
Jana Chrzciciela: Narodziny i nadanie imienia, Chrzest Chrystusa i Ścięcie świętego i wręczenie jego głowy Salome. Tak jak w Tryptyku z Miraflores, główne sceny są uzupełnione pomniejszymi scenami z życia świętego wykonane w technice grisaille na archiwolcie. Ich narracja, czytana od strony lewej do prawej, pozwala na ukazanie znaczenia św. Jana Chrzciciela w historii Zbawienia w powiązaniu z rolą Jezusa Chrystusa. Kulminacyjna opowieść ukazana została na centralnej tablicy, gdzie dokonuje się Chrzest Jezusa w Jodanie, a tym samym połączenie losów Jana z losami Zbawiciela.

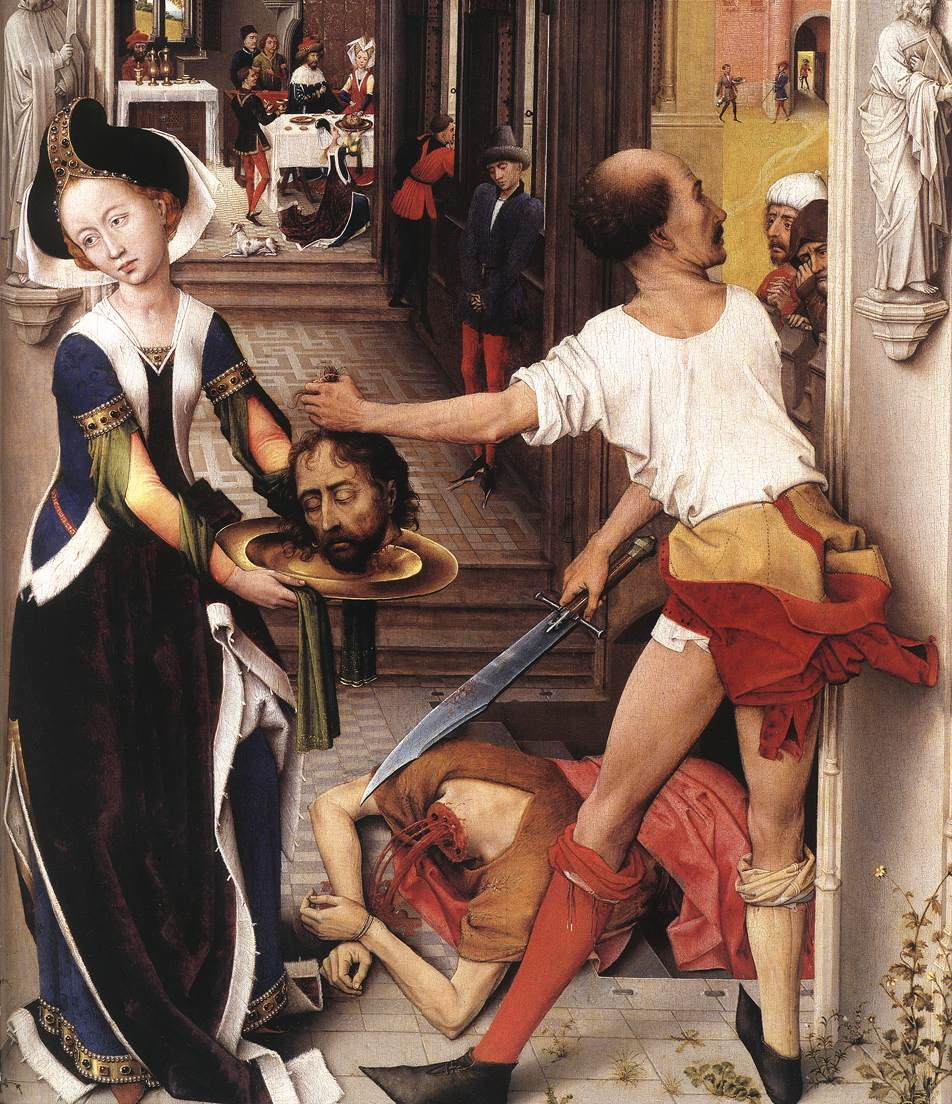
Tryptyk św. Jana Chrzciciela (fragment) scena ścięcia głowy Janow Chrzcicielowi

Weyden podzielił przestrzeń poszczególnych kwater na trzy różne jednostki: w pierwszej widać wnętrze mieszczańskie, w środkowej otwarty pejzaż z kamiennym baptysterium, następnie wnętrze pałacowe z otwartą loggią i pejzażem miasta. Wszystkie one posiadają wspólną perspektywę. W odróżnieniu od Tryptyku z Miraflores 
Weyden ponownie potraktował retabulum jak fasadę potrójnego architektonicznego portalu katedralnego, ale narracja trzech scen została przeniesiona przed portale, tworząc w ten sposób dwie strefy – duchową i świecką – z opowieściami z życia codziennego świętego. To na tym drugim planie ukazano właściwych bohaterów, podczas gdy na proscenium postaci poboczne. I tak, na lewej tablicy znajduje się scena Nadania imienia Janowi Chrzcicielowi – Maria, wyróżniona aureolą ad głową, pokazuje noworodka Zachariaszowi, a ten zapisuje jego imię. Obie postacie patrzą na siebie z powagą rozumiejąc wagę tego wydarzenia. Nad sceną, w archiwoltach arkad znajduje się sześć uzupełniających scen: Zwiastowanie Zachariaszowi, Oniemienie Zachariasza opuszczającego świątynię, Zaślubiny Marii z Józefem, Zwiastowanie Marii, Nawiedzenie i Narodziny Chrystusa. W głębi widać dwie sceny: Narodziny Jana i Marię odwiedzającą Elżbietę.
 Na tablicy środkowej przed postacią Jezusa, na pierwszym planie znajdują się postacie Jana i anioła akcentujące teofanię Chrystusa. Na archiwoltach arkady znajdują się sceny: Zachariasz przepowiadający przyszłość syna, Kazanie na pustyni, Chrzest faryzeuszy i saduceuszy, Ścięcie drzewa niewydającego dobrych owoców, Kuszenia Chrystusa na pustyni. W głębi widoczny jest pejzaż, a nad nim gołębica Ducha Świętego i wizerunek Boga Ojca do którego ciągnie się wstęga ze słowami: To jest mój Syn, umiłowany, w którym mam upodobanie, jego słuchajcie. Sentencja jest syntezą dwóch słów jakie padły z ust Boga podczas Chrztu w Jordanie oraz podczas Przemienienia na Górze Tabor wraz z wezwaniem do posłuchu (Mt 17,5). Słowa mają podkreślić wagę objawienia boskości Chrystusa.
 Na prawym panelu, podobnie jak na środkowym, artysta spłaszczył pierwszy plan, na którym martwe ciało Jana (jak i chrzczona postać Jezusa na środkowym panelu) znajduje się bardzo blisko sceny z Salome i katem kładącym ściętą głowę na tacy. w głębi widoczna jest Uczta Heroda. W archiwoltach arkad umieszczono w odpowiedniej kolejności sześć uzupełniających się scen: Kapłani i lewici pytają Jana, czy jest mesjaszem, Jan przedstawia Chrystusowi dwóch swoich uczniów, Jan oskarża Herodiadę o nieprawne współżycie z Herodem, pojmanie Jana, Dwaj aniołowie odwiedzają Jana w więzieniu, Taniec Salome. Wszystkie te sceny oparte zostały na Złotej legendzie Jakuba de Voragine. Na uwagę zasługuje fakt, iż Weyden kladzie nacisk nie na moment 
ścięcia głowy świętego, ale położenia jej na tacy, co kojarzy się z Eucharystią (głowa świętego na tacy jak hostia na patenie).
Podstawowy program ikonograficzny retabulum dotyczy teofanii Chrystusa. Wszystkie sceny retabulum odnoszą się do historii Jezusa: na lewej tablicy mamy nawiązanie do jego narodzin poprzez postać Marii, w środkowej objawienie boskości Chrystusa, w prawej zapowiedź męki i ofiary Chrystusa jako Ofiary Eucharystycznej.